# Ascona Jazz Festival

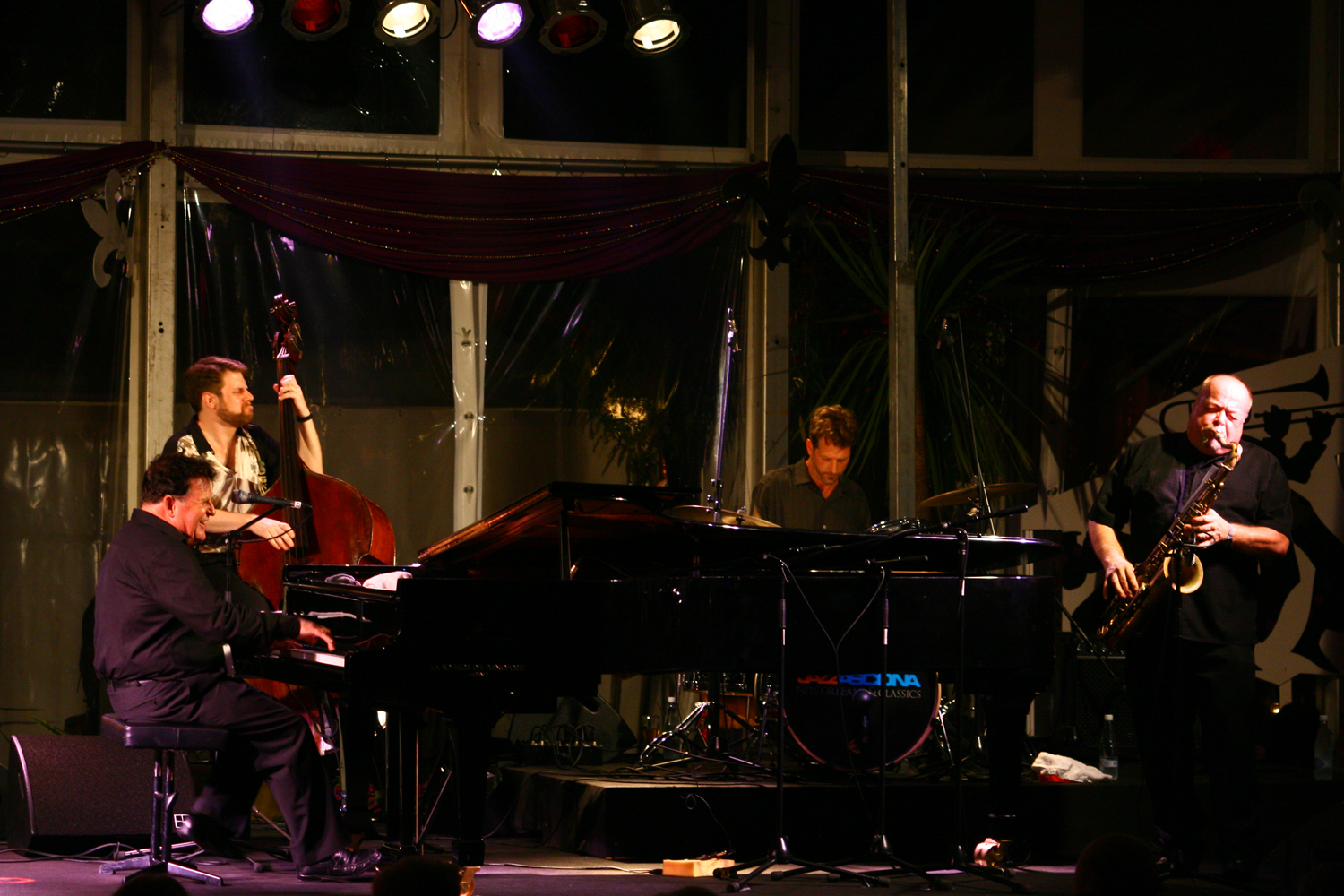
Al Copley sullo stage di Ascona.

JazzAscona è un festival musicale jazz annuale della durata di 10 giorni che dal 1985, a cavallo fra giugno e luglio, ha luogo ad Ascona, Svizzera. 
È la manifestazione regina della rinomata meta turistica di Ascona e coinvolge sia l’ampio e suggestivo lungolago, che le caratteristiche viuzze e piazzette del borgo. 
Conosciuto a livello internazionale come evento incentrato sulla musica di New Orleans,  il festival offre un amplissimo ventaglio di sonorità̀ legate alla “culla del jazz” ed è la principale vetrina della musica e la cultura della "Città del Delta" a livello continentale.
Si tratta infatti dell’unico festival al di fuori degli Stati Uniti che gode del sostegno ufficiale da parte delle autorità̀ di New Orleans.
L'edizione 2024 si svolgerà dal 20 al 29 giugno.

## Storia del festival
Questa manifestazione nasce come New Orleans Music nel 1975 a Muzzano, per iniziativa del designer svizzero Hannes Anrig, al "Picayune", un ritrovo che proponeva concerti di jazz tradizionale nei fine settimana sull'arco di tre serate. La prima star internazionale ad essere invitata fu "Kid" Thomas Valentine, trombettista di New Orleans, nel 1983. 
Nel 1985 la Festa New Orleans viene trasferita ad Ascona, sulle sponde del Lago Maggiore, e diventa un punto di riferimento in Europa per gli appassionati di jazz tradizionale. Con 15.000 spettatori in tre giorni (21-23 giugno 1985), la prima edizione asconese è un successo. Primo presidente è Eugenio Bianda. Nel 1986 la manifestazione viene ampliata su due fine settimana di tre giorni ciascuno, il primo incentrato sul blues, il secondo sul jazz, con la presenza del trombonista Louis Nelson, presente anche nelle tre edizioni successive. 
Nel 1992 Lauro Bianda subentra a Fabrizio Vacchini quale presidente, poi rimpiazzato nel 1996 da Bruno Nötzli. Nel 1997 Hannes Anrig, ideatore e anima della festa, lascia la direzione artistica a Karl Heinz Ern il quale, nel 1998, ribattezza la manifestazione in Ascona New Orleans Jazz e dà una nuova impronta alla programmazione, orientandola sul mainstream e sul jazz classico. Per diversi anni si esibiranno diverse stelle del mainstream americano come Ed Polcer e Dan Barrett. 
L'edizione del 2000 conterà 245 concerti con 42 band e 276 artisti. Nell'arco dei dieci giorni della rassegna si registreranno quasi 80.000 spettatori. Nel 2003 lasciano i propri incarichi il presidente Bruno Nötzli e il direttore artistico Karl Heinz Ern, al quale succede Nicolas Gilliet. Il 2006 è l'anno della solidarietà con New Orleans, colpita dall'uragano Katrina. Jazz Ascona organizzerà in quell'anno a New Orleans due concerti dell'amicizia. Per la prima volta verranno assegnati gli Ascona Jazz Award.
Nel 2009, Aldo Merlini subentra a Flavio Mazzoni alla presidenza del festival. Nel 2010 viene assegnato per la prima volta il premio del pubblico AET My Choice Award. Nel 2013 arriva come presidente Guido Casparis, albergatore di Ronco sopra Ascona.
Nel 2019 si interrompe la collaborazione con il direttore artistico Nicolas Gilliet a sostituirlo in qualità di responsabile della programmazione musicale arriva Matt Zschokke.
Per la prima volta dopo 36 anni, JazzAscona viene annullato nel 2020 a seguito di una pandemia di Coronavirus Covid19. L'associazione riesce comunque ad organizzare un evento ridotto intitolato "Jammin' for New Orleans" e proporre musica durante 7 dei 10 giorni previsti per JazzAscona.
Nel 2021 i rapporti con la città di New Orleans si intensificano ulteriormente ed in qualità di "New Orleans Music & Culture Curator", Adonis Rose, noto percussionista della crescent city affianca Matt Zschokke nel team di JazzAscona.

## Ascona Jazz Award
Dal 2006 Ascona Jazz Awards riconosce personalità del mondo del jazz, in particolare di New Orleans, che si sono distinti durante l'anno precedente o durante la loro carriera artistica e professionale.
2006
Pepe Lienhard, Big band direttore, Svizzera
Lillian Boutté, cantante e World Ambassor of New Orleans Music  (Special Award) Stati Uniti d'America
2007
Red Holloway, sassofonista, Stati Uniti d'America
Father Jerome Ledoux  (Special Award) Stati Uniti d'America
2008
Donald Harrison, sassofonista e Mardi Gras Big Chief Stati Uniti d'America
2009
Rossano Sportiello, pianista, Italia
2010
Shannon Powell e Herlin Riley, batteristi, Stati Uniti d'America
2011
Uncle Lionel Batiste, cantante, Grand Marshal, bass drummer, Stati Uniti d'America, e Paul Kuhn, cantante, pianista, Germania,
2012
Irma Thomas, cantante, Stati Uniti d'America
2013
Gerald French, batterista, Stati Uniti d'America
2014
Stephen Perry, Presidente e CEO New Orleans Visitors & Convention Bureau, Stati Uniti d'America
2015
Irvin Mayfield, trobettista, compositore, band leader, Stati Uniti d'America
2016
Davell Crawford, musicista e direttore musicale, Stati Uniti d'America
2017
Jon Cleary, musicista R&B e funk, Stati Uniti d'America
2018  Paolo Tomelleri (Vicenza, 13 giugno 1938) è un sassofonista, clarinettista e bandleader italiano.
2019 Leroi Jones, Trombettista, Stati Uniti d'America